# عبدالکریم الحضریوی
عبدالکریم الحضریوی (عربی: عبد الكريم الحضريوي؛ زادهٔ ۶ مارس ۱۹۷۲) یک بازیکن فوتبال اهل مراکش بوده است.
وی در تیم ملی فوتبال مراکش ۶۲ بازی انجام داده است و عضو این تیم در جام جهانی فوتبال ۱۹۹۴ و ۱۹۹۸ بوده است.